# 리치 라레이아
리치먼드 마마 라레이아(영어: Richmond Mamah Laryea, 1995년 1월 7일 ~ )는 캐나다의 축구 선수로 현재 토론토 FC에서 활약하고 있다. 포지션은 라이트 백, 미드필더이다.

## 국제 경력
2016년 5월, 라리아는 캐나다 U-23 국가대표팀으로 선발되어 가이아나와 그레나다와의 친선 경기를 치렀다. 라리아는 가이아나와의 개막 경기에서 득점을 기록하였다.
2019년 8월 26일, 라리아는 캐나다 축구 국가대표팀으로 처음 뽑혀 쿠바와의 두 경기를 위한 콘카카프 네이션스 리그에 참가하였다. 그는 2019년 9월 7일에 열린 첫 경기에서 데뷔하였다. 2021년 3월 25일, 라리아는 버뮤다와의 팀의 첫 번째 2022 월드컵 예선에서 캐나다를 5-1로 이기며 자국 팀의 첫 번째 골을 기록하였다.
2021년 6월, 라리아는 캐나다의 2021년 CONCACAF 골드컵을 위한 60인 예비 대표팀 명단에 이름을 올렸다. 7월 1일, 그는 최종 23인 대표팀 명단에 이름을 올렸다.
2022년 11월, 라리아는 2022년 FIFA 월드컵을 위한 대표팀 명단에 올려졌다. 2023년 6월, 라리아는 2023 CONCACAF 네이션스 리그 결승전을 위한 캐나다 최종 대표팀 명단에 이름을 올렸다. 6월 19일, 라리아는 2023년 CONCACAF 골드컵을 위한 23인 대표팀 명단에 이름을 올렸다.